# Leão-marinho-australiano
Neophoca cinerea, popularmente conhecida como leão-marinho-australiano, é uma espécie de mamífero marinho da família Otariidae. É a única espécie descrita para o gênero Neophoca. Endêmica da Austrália.

## Distribuição geográfica e habitat
A espécie é endêmica da Austrália, ocorrendo das ilhas Pages e ilha Kangaroo na Austrália Meridional ate o Abrolhos Houtman na Austrália Ocidental.

## Reprodução

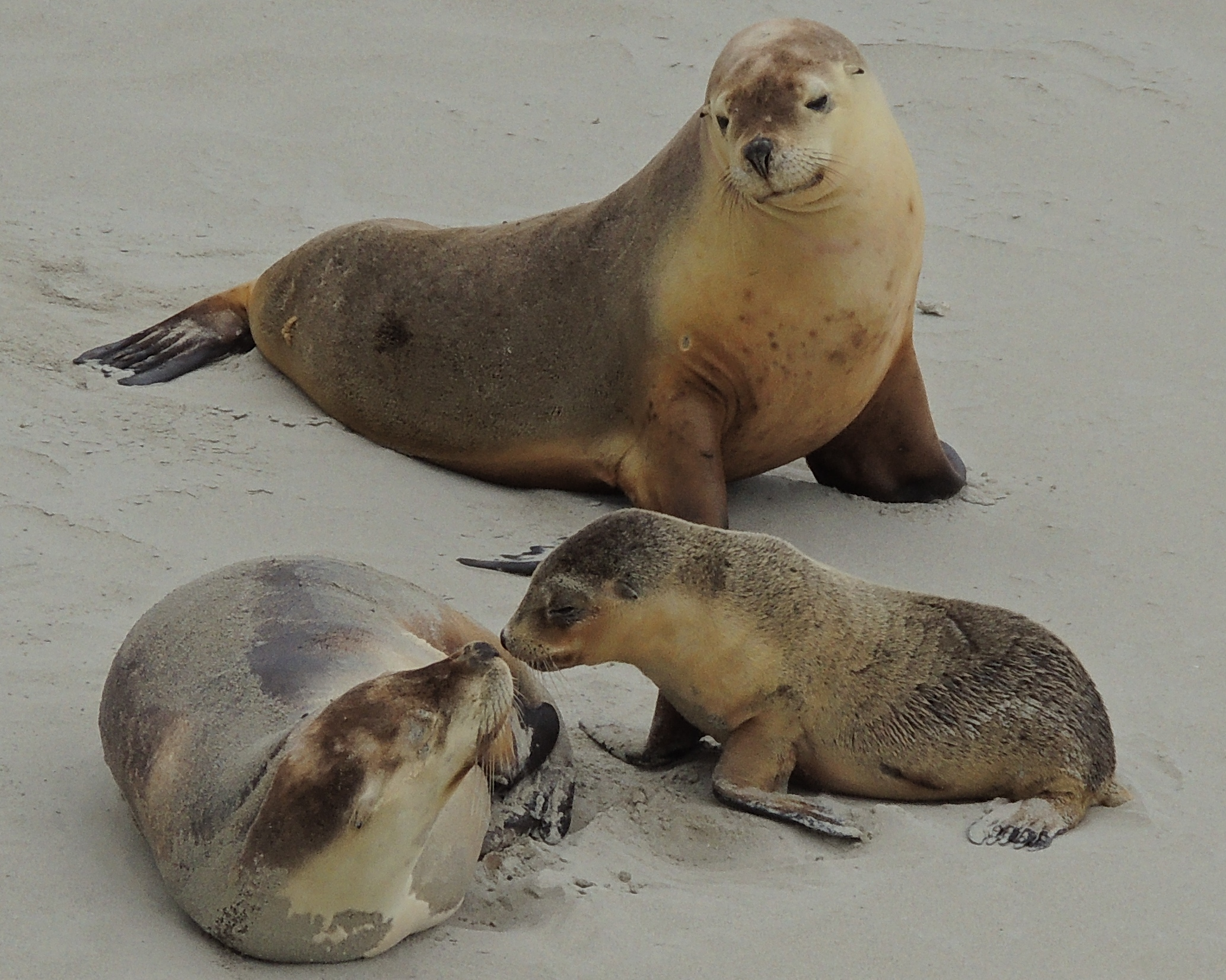
Uma família de leões-marinhos-australianos

O ciclo reprodutivo do leão-marinho-australiano é incomum dentro do grupo dos pinípedes. É um ciclo de 18 meses e não é sincronizada entre as colônias. A duração da época de reprodução pode variar de cinco a sete meses e foi registrada por até nove meses, em Seal Bay na ilha Kangaroo.
Machos não estabelecem territórios durante a época de reprodução, entretanto, lutam com outros machos a partir de uma idade muito jovem, para estabelecerem suas posições individuais na hierarquia masculina e durante a época de reprodução, os machos dominantes defendem suas fêmeas e lutam pelo direito de acasalar com elas, somente quando elas entram no cio. A fêmea entra no cio por cerca de 24 horas, dentro de 7 a 10 dias depois que deu à luz. Ela só vai cuidar do filhote novo, que geralmente disputa com filhote da temporada anterior, se ele continuar a mamar nela. Leões-marinhos-australianos machos também são conhecidos por matar machos jovens, como um ato de defesa para impor sua autoridade.
A espécie também pratica o cuidado aloparental, em que um adulto pode tomar o filhote ou cuidar dos filhotes de outro leão-marinho. Isso pode acontecer se os pais originais morrerem ou por algum motivo abandonarem seus filhotes. Este comportamento é comum e é visto em muitas outras espécies de animais como elefantes e em algumas aves.

## Conservação

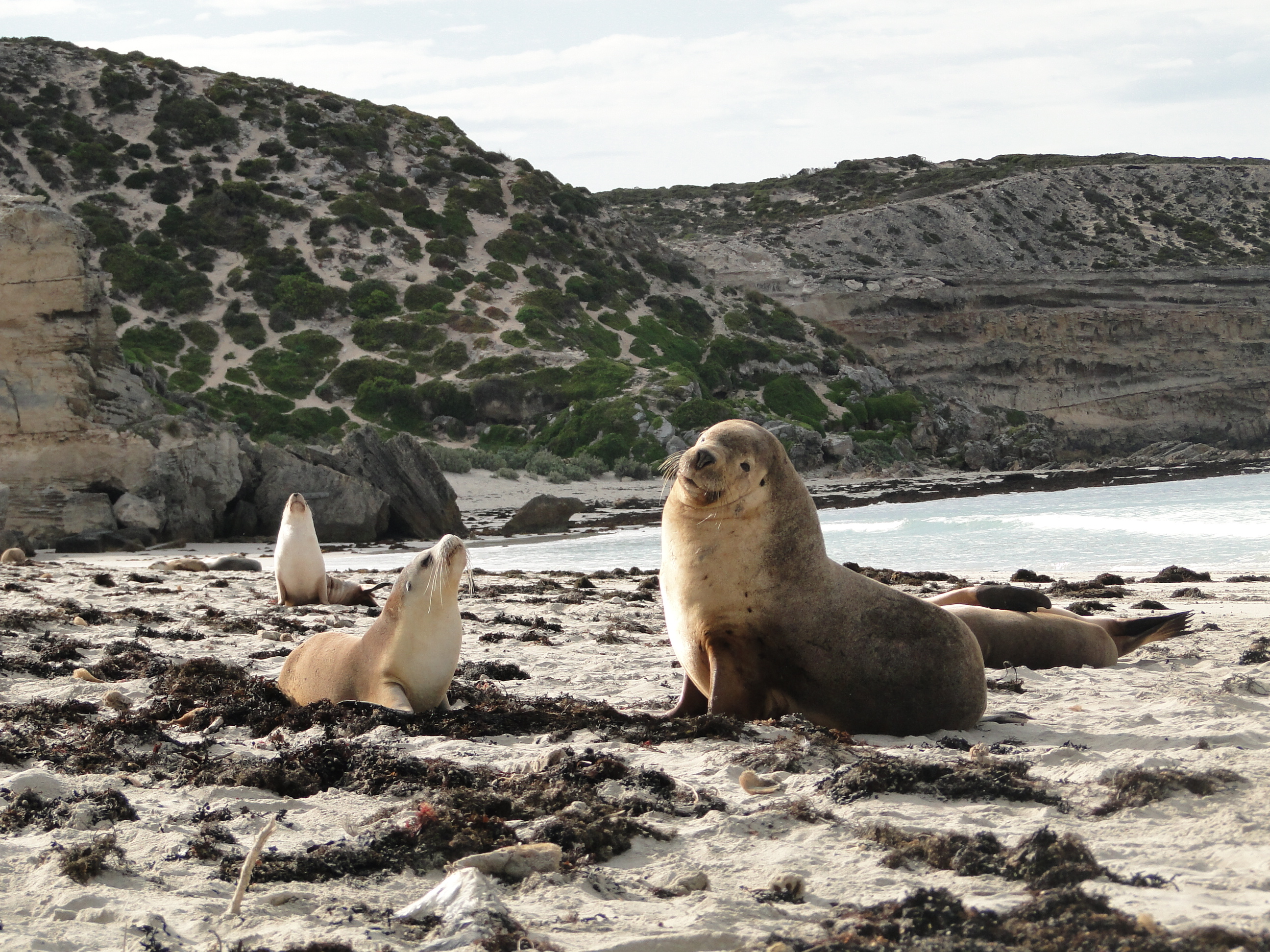
Leões-marinhos-australianos no Seal Bay Conservation Park, na ilha Kangaroo.

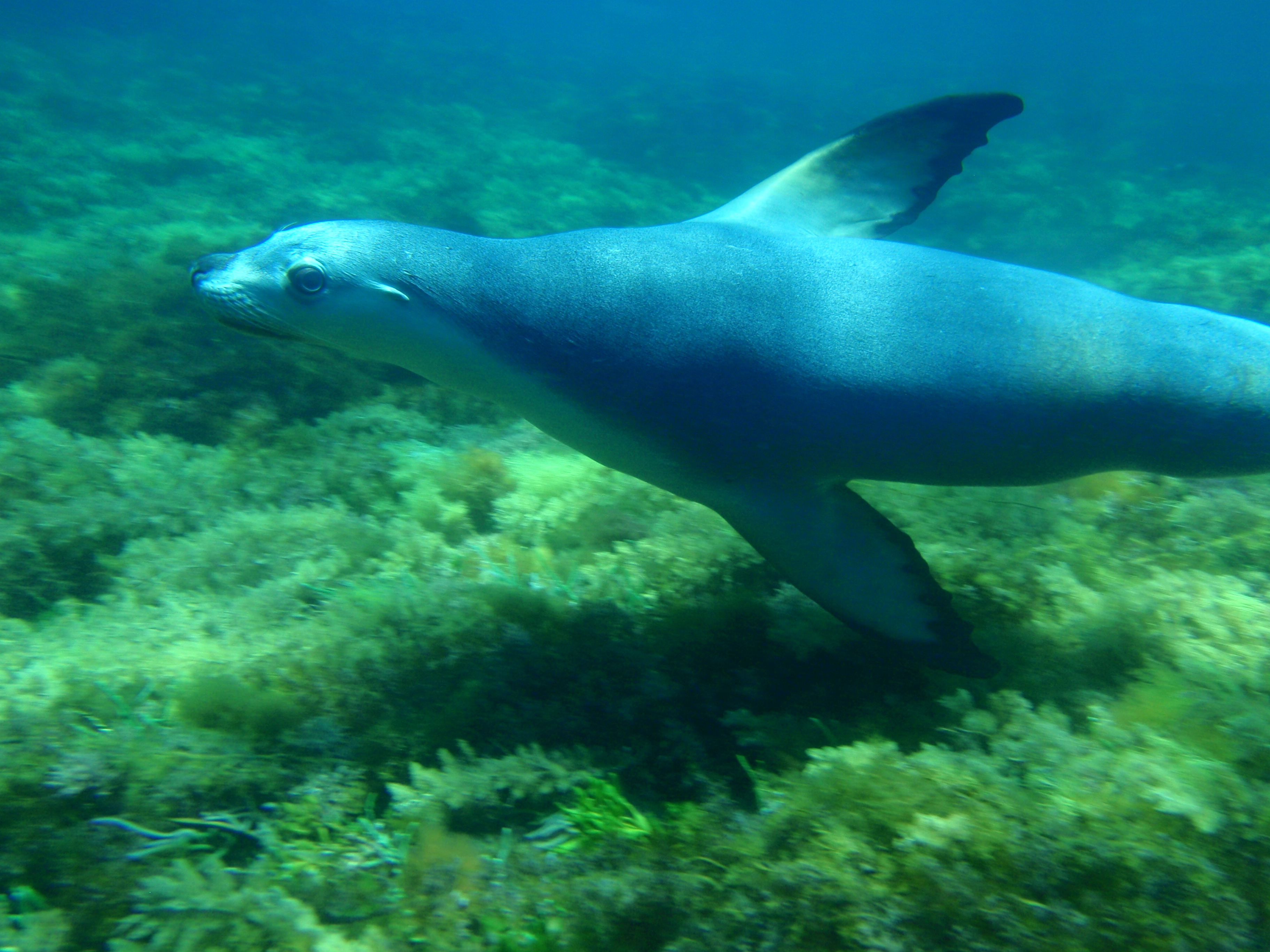
Leão-marinho-australiano nadando na ilha Pearson.

A União Internacional para Conservação da Natureza (IUCN) classifica a espécie como "em perigo" de extinção devido a distribuição geográfica restrita e a redução do tamanho populacional. Na Austrália, o Environment Protection and Biodiversity Conservation Act 1999 (EPBC) de 14 de fevereiro de 2005 considera a espécie como vulnerável. A Austrália Meridional considera o animal vulnerável e sob proteção pelo National Parks and Wildlife Act 1972 de 16 de maio de 2013, e a Austrália Ocidental como parte da "fauna sob proteção especial" através do Wildlife Conservation Act 1950 de 4 de dezembro de 2014.
Em 11 de junho de 2013, o Minister for Sustainability, Environment, Water, Population and Communities adotou o Recovery Plan for the Australian Sea Lion (Neophoca cinerea). O plano considera as necessidades de conservação da espécie em toda sua distribuição e identifica as ações a serem tomadas para garantir a sua viabilidade a longo prazo na natureza e as partes que irão realizar essas ações.
A Australian Fisheries Management Authority Commission (AFMA)  também finalizou o Australian Sea Lion Management Strategy, que entrou em vigor em 30 de junho de 2010 e estabelece o isolamento das águas ao redor das colônias, paradas sazonais na atividade pesqueira, monitoramento da atividade dos leões-marinhos e pesquisa de técnicas e equipamentos da atividade pesqueira que tragam menos risco a espécie. A estratégia foi concebida para satisfazer as obrigações do Fisheries Management Act 1991 e Environment Protection and Biodiversity Conservation Act 1999. A ação irá reduzir significativamente o impacto da pesca na área de ocorrência dos leões-marinhos e permitir a recuperação da espécie, incluindo todas as subpopulações existentes na costa australiana.